# Leptomelanosoma indicum
Leptomelanosoma indicum és una espècie de peix pertanyent a la família dels polinèmids i l'única del gènere Leptomelanosoma.
Es troba des del Pakistan fins a Papua Nova Guinea.
És un peix d'aigua marina i salabrosa, amfídrom,
demersal i de clima tropical (26°N-10°S, 62°E-152°E) que viu entre 55 i 100 m de fondària sobre fons sorra|sorrencs i fangosos de la plataforma continental, principalment a prop d'estuaris.
Pot arribar a fer 142 cm de llargària màxima (normalment, en fa 80). Té 9 espines i 13-14 radis tous a l'aleta dorsal i 2-3 espines i 11-12 radis tous a l'anal. És de color oliva daurat (més fosc a la part superior) amb línies tènues i fosques al llarg del cos. Té les aletes de color groguenc.
Menja principalment petits crustacis bentònics (sobretot, gambes i crancs) i peixets (el percentatge de peix de la seua dieta s'incrementa a mesura que augmenta de mida).
Es comercialitza fresc, assecat, en salaó i congelat per a ésser cuinat al vapor, fregit, rostit a la graella o al forn.
És inofensiu per als humans.